# Cóctel Chimayó
El cóctel Chimayó fue creado por Arturo Jaramillo, dueño del restaurante Rancho de Chimayó en Chimayó, Nuevo México en 1965. El cóctel Chimayó es una bebida a base de tequila y sidra de manzana. Cuenta la leyenda que Jaramillo buscaba utilizar las manzanas que abundan en el valle de Chimayó cuando se topó con lo que pronto se convertiría en la bebida más destacada de su restaurante.

## Preparación
El cóctel Chimayó se crea mezclando 1½ oz de tequila con 1 oz de sidra de manzana sin filtrar, 1/4 oz de jugo de limón fresco y 1/4 oz de crema de grosella negra. Según Eric Felten, quien ganó un premio James Beard Foundation por Redacción en Periódico sobre Bebida Espirituosa, Vino y Cerveza, el «toque de la crema le da a la bebida un agradable tono violáceo pálido y la dulzura necesaria para equilibrar el sabor agrio del limón.»

### Nomenclatura
En este artículo, la sidra se usa en el sentido norteamericano para referirse a una sidra de manzana sin alcohol, no a la sidra alcohólica.